# Rougeux
Rougeux ist eine französische Gemeinde mit 114 Einwohnern (Stand: 1. Januar 2022) im Département Haute-Marne in der Region Grand Est. Sie gehört zum Arrondissement Langres und zum Kanton Chalindrey. 

## Lage
Die Gemeinde Rougeux liegt an der Amance, etwa 24 Kilometer ostsüdöstlich von Langres. Sie ist umgeben von folgenden Nachbargemeinden:
| Haute-Amance  |                                             | Maizières-sur-Amance |
|               | Kompassrose, die auf Nachbargemeinden zeigt |                      |
| Champsevraine |                                             | Fayl-Billot          |

## Bevölkerungsentwicklung
| Jahr                       | 1962 | 1968 | 1975 | 1982 | 1990 | 1999 | 2008 | 2018 |
| -------------------------- | ---- | ---- | ---- | ---- | ---- | ---- | ---- | ---- |
| Einwohner                  | 172  | 171  | 147  | 128  | 131  | 141  | 138  | 107  |
| Quellen: Cassini und INSEE |      |      |      |      |      |      |      |      |

## Sehenswürdigkeiten
- Friedhofskreuz aus dem 17. Jahrhundert, seit 1929 als Monument historique eingeschrieben
- Kirche Vierge-en-son-Assomption aus dem 18. Jahrhundert